# 静冈县旗
静冈县旗（日语：／ Shisuoka ken ki）是日本的47面日本都道府县旗之一。该条目是对静冈县旗以及静冈县章的解说。（日语：／）

## 概要
1968年8月6日，在县内公开征集中收到的6915件县章设计方案在县章县旗制定审查会选定了县章的最终方案。县章是富士山与伊豆半岛、骏河湾、御前崎与象征性县土的形变图案化。
县旗的配色是由蓝色作为背景色象征无边无际的天空与太平洋，橙色的富士山与县土象征这明媚的阳光与县民的团结与热情。
另外，国民体育大会、全国高等学校综合体育大会上静冈县代表团所使用的旗与平常不同，代表团的旗帜中，会在橙色的部分中加入静冈县体育协会的标志与“静冈县”三个字。

## 脚注
1. ↑  .   [2013-04-05]. （原始内容存档于2012-02-17）.
2. ↑  昭和43年（1968年）9月17日静岡県告示第632号「静岡県の県章、県旗および県歌」

## 关联项目
- 富士啊梦啊友啊  静冈县赞歌。与县章与县旗一起制定的静冈县歌（歌名）不同。